# Клепиковы
Клепиковы — деревня в Котельничском районе Кировской области в составе Биртяевского сельского поселения.

## География
Располагается на расстоянии примерно 5 км на северо-восток по прямой от райцентра города Котельнич.

## История
Известна с 1671 года как деревня Тимошки Парфеновых с 2 дворами, в 1764 уже деревня Парфеновых с 22 жителями. В 1873 году здесь (деревня Парфеновская или Клепиковы) отмечено дворов 3 и жителей 23, в 1905 (Парфеновская 1-я или Клепиковы) 7 и 57, в 1926 (Клепиковы или Парфеновы) 12 и 71, в 1950 22 и 83, в 1989 году оставалось 3 человека. Настоящее название утвердилось с 1939 года.

## Население
Постоянное население  составляло 0 человек в 2002 году, 2 в 2010.